# Philodromus margaritatus
Espèce
Synonymes
- Araneus margaritatus Clerck, 1757
- Aranea levipes Linnaeus, 1758
- Aranea wilkii Scopoli, 1763
- Aranea ornata Sulzer, 1776
- Aranea tetra Martini & Goeze, 1778
- Aranea decemoblique punctata Martini & Goeze, 1778
- Aranea tigrina De Geer, 1778
- Aranea ieiuna Panzer, 1801
- Thomisus leopardinus Gistel, 1848

Philodromus margaritatus est une espèce d'araignées aranéomorphes de la famille des Philodromidae.

## Distribution
Cette espèce se rencontre en zone palearctique.

## Habitat
Les adultes se rencontrent au début de l'été.
Elle fréquente principalement les écorces et le feuillage des arbres recouverts de lichens.

## Description

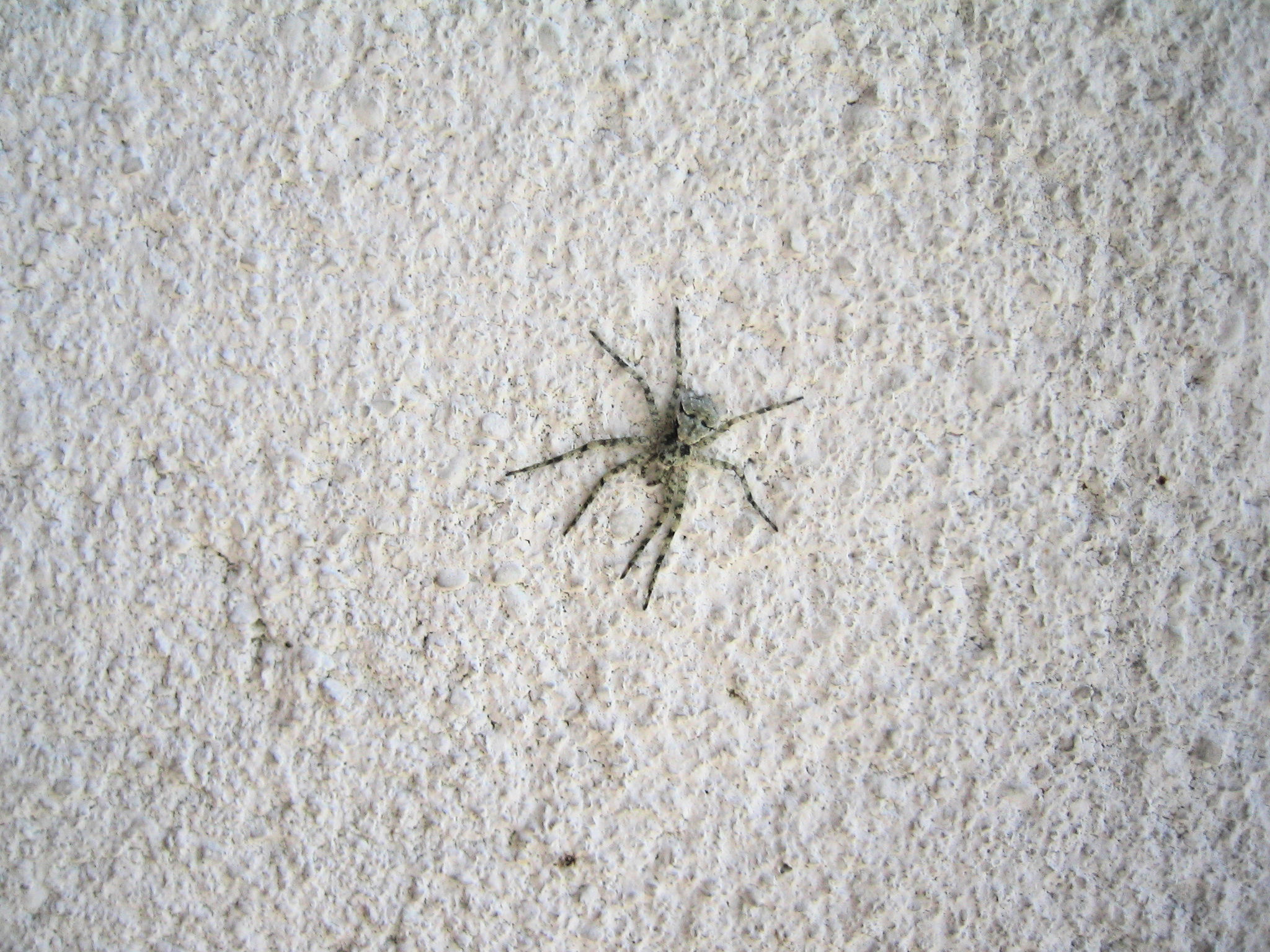
Philodromus margaritatus

Les mâles mesurent de 5 à 7 mm et les femelles de 8 à 10 mm.

## Publication originale
- Clerck, 1757 : Svenska spindlar, uti sina hufvud-slågter indelte samt under några och sextio särskildte arter beskrefne och med illuminerade figurer uplyste. Stockholmiae, p. 1-154.